# Dale Bumpers
Dale Bumpers (Charleston , Arkansas, 1925. augusztus 12. – Little Rock, 2016. január 1.) az Amerikai Egyesült Államok szenátora (Arkansas, 1975–1999).